# Javier Casas (Musiker)
Javier Casas (* 10. Januar 1979 in Almagro, Buenos Aires, Argentinien) ist ein argentinischer Hardcore-Punk-Gitarrist und Musikproduzent, welcher bereits mit national bekannten Bands, darunter DENY, Dar Sangre und En Nuestros Corazones arbeitete. Er ist Musiker bei Nueva Ética und Gründer der Hardcore-Punk-Band Sudarshana. Er betreibt sein eigenes Aufnahmestudio, das den Namen Infire Studios trägt und in Caballito, Buenos Aires zu finden ist. Er ist Veganer und lebt nach der Straight-Edge-Lebensweise.

## Karriere
Bereits im Jahr 1994 war Javier Casas in der argentinischen Hardcore-Szene aktiv. Er gründete mit Lisandro Pitbull, einem späteren Musiker bei Nueva Ética, die Gruppe Redencion. Bereits ein Jahr später begann Casas mit den ersten Produktionsarbeiten gemeinsam mit Gabriel Ruiz Diaz von Caputecu Machu. Gemeinsam mit ein paar Mitgliedern von Sudarshana gründete er das Musikprojekt Infire. Dieses Projekt sollte keine einzige Live-Show spielen. Der Name des heutigen Aufnahmestudios gehen auf dieses Projekt zurück. Dieses wurde 2006 eröffnet.

### Nueva Ética
Im Jahr 1998 gründete Casas gemeinsam mit sechs weiteren Musikern die Hardcore-Punk-Band Nueva Ética, eine der bekanntesten Bands des Landes. Die Band veröffentlichte bis heute vier Alben, welche weltweit verkauft werden. Javier Casas wirkte bei 3l1t3 (gesprochen: Elite) außerdem als Produzent mit. Mit Nueva Ética tourte er bereits durch Südamerika, Europa und Japan. Am 26. Mai 2012 erschien eine Musik-DVD für den argentinischen Markt. Die CDs wurden unter anderem bei Alveran Records, Vegan Records, Inmune Records und New Eden Records produziert.

### Sudarshana
Bereits zwei Jahre vor Gründung von Nueva Ética gründete Casas mit Musikern anderer Hardcore-Bands die Hardcore-Punk-Band Sudarshana. Es wurden seit Gründung der Gruppe drei Alben und eine Extended Play veröffentlicht. Wie bei Nueva Ética besingen auch Sudarshana Themen rund um die Straight-Edge-Lebensweise und Veganismus. Das erste Tape der Gruppe erschien 1997 unter dem Namen Sacrificio.

### Produzent
Javier Casas ist Betreiber des Aufnahmestudios Infire Studios in Caballito, Buenos Aires. Als Produzent hat er bereits für Dar Sangre, En Nuestros Corazones, DENY, Nueva Ética, 90 Raices, Melian und Mi Ultima Solucion.

## Diskografie

### Mit Nueva Ética
- 2002: La Venganza De Los Justos
- 2006: Inquebrantable (Alveran Records (Europa), New Eden Records (Nordamerika))
- 2008: Momento de la Verdad (Alveran Records, Vegan Records)
- 2008: 3L1T3 (Alveran Records, Inmune Records)

### Mit Sudarshana
- 1997: Sacrificio (Album, Wiederveröffentlichung: 2001)
- 2003: Reviviendo la emoción (Album)
- 2004: La rebelión del corazón (Album)
- 2007: La roue de fortune (EP)

### Als Produzent (Auswahl)
| Musiker/Band          | Album                       | Tätigkeit | Label                                                     | Veröffentlichung               |
| --------------------- | --------------------------- | --------- | --------------------------------------------------------- | ------------------------------ |
| DENY                  | La Distancia                | Produzent | Pinhead Records, Inmune Records                           | Februar 2009, 11. Februar 2012 |
| DENY                  | Reino de Tormentas          | Produzent | Pinhead Records                                           | 23. September 2011             |
| En Nuestros Corazones | Un niño murió aquella noche | Produzent | Vegan Records                                             | 16. September 2012             |
| Dar Sangre            | Un Corazón Por Cada Ciudad  | Produzent | Inmune Records                                            | 2008                           |
| Dar Sangre            | Imperios por Derrumba       | Produzent | Vegan Records                                             | 2011                           |
| Nueva Ética           | 3l1t3                       | Produzent | u. a. Alveran Records                                     | 2008                           |
| Nueva Ética           | Inquebrantable              | Produzent | u. a. Firme y Alerta, Alveran, Seven Eight Life, New Eden | 2006                           |
| Melian                | Semper Fidelis              | Produzent | Pinhead Records                                           | 3. Dezember 2012               |
| Mi Ultima Solucion    | En Cada Caída               | Produzent | Pinhead Records                                           | 3. Dezember 2012               |
| No Guerra             | Ahonikenk                   | Produzent | unbekannt                                                 | 2010                           |
| Alas Sucidas          | Efimeras Decadas            | Produzent | ohne Label                                                | 2012                           |
| Las Palabras Queman   | Invocation                  | Produzent | Seven Eight Life Records, Vegan Records                   | 2012                           |
| Mil Caras             | Pietas. Virtus. Fides.      | Produzent | Vegan Records                                             | 2012                           |
| Mostomalta            | Arde la Tierra              | Produzent | Seven Eight Life Records, Vegan                           | 2009                           |
| Plan 4                | En Mil Pedazos              | Produzent | Destino Records                                           | 2010                           |
| Plan 4                | De Las Cabezas Rueden (DVD) | Produzent | Destino Records                                           | 2012                           |
| Sudarshana            | La Rebelion del Corazon     | Produzent | Infire Records                                            | 2004                           |
| Sudarshana            | La Roude d Fortune          | Produzent | Infire Records                                            | 2007                           |